# 吉日茨科縣

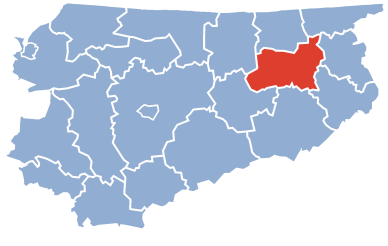

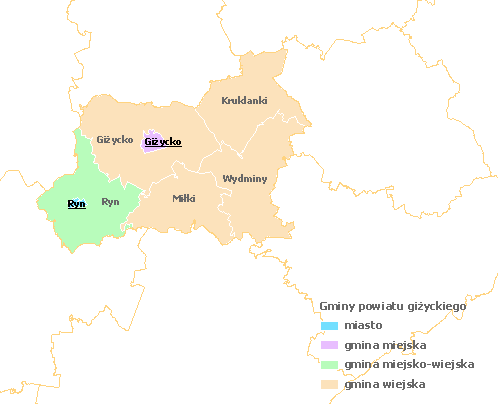

54°2′N 21°46′E / 54.033°N 21.767°E
吉日茨科縣（波蘭語：Powiat giżycki），是波蘭的縣份，位於該國東北部，由瓦爾米亞-馬祖里省負責管轄，首府設於吉日茨科，面積1,119平方公里，2006年人口56,863，人口密度每平方公里51人。